# 安东尼·迈尔斯
安东尼·迈尔斯 （英語：Anthony Myles，1982年10月16日—），生于伊利诺伊州芝加哥，美国职业篮球运动员，司职前锋。
迈尔斯有着出色身体素质和弹跳能力，卡位意识和篮下背筐单打能力出色，中远距离投篮准确，但是防守能力和爆发力差，篮下能力较差内线无法和强力中锋和大前抗衡。

## 大学生涯
大学期间前两个赛季在Olney College打球，新秀赛季得到了场均9.8分和6.4个篮板。在2001-2002赛季大学二年级时，他入选了地区全明星和联盟全明星，得到了场均13.3分、8.6个篮板、1.2次助攻、1.2个盗球和1.3个盖帽并且有着52.7%的投篮命中率但是罚球命中率只有51.4%，在随后的联盟比赛中他的场均数据提高到了18分和11个篮板。
2002-03赛季迈尔斯转学去了西维尔大学 (Xavier University)，在大西洋十大联盟 (Atlantic 10 Conference)比赛中取得了场均10.2分和6.8个篮板，后在联赛的16场比赛中将个人数据提高到了场均12.6分和8.0个篮板，赛季后入选了联盟最佳第三阵容，迈尔斯在32场大雪比赛中31场首发。
迈尔斯参加了2003-04赛季西维尔大学在大西洋十大联盟的所有37场比赛，帮助球队历史上首次晋级NCAA八强，入选联盟全明星和亚特兰大地区全明星阵容。赛季中他得分17次上双，其中最后20场比赛中13次上双。还有三次两双的表现，其中在和拉塞尔大学的比赛中取得了17分和12个篮板，和戴顿大学的比赛中得到了15分和15个篮板。在和圣约瑟夫大学的比赛中他得到了期大学篮球生涯最高的单场17分并抓下6个篮板，迈尔斯以场均3.5个前场篮板排列联盟第一，6.8个篮板排联盟第七。

## 职业篮球生涯
2004年大学毕业后，迈尔斯曾参加过NBA纽约尼克斯队的夏季训练营但未能被NBA球队看中。随后他去了西班牙，2004-05赛季他在西班牙联赛打了一个赛季，有着均场10分、9个篮板球的不错表现。
在2005-2006赛季CBA场均得35分，得到了CBA得分王的称号，他被公认为中国联赛中技术最好的大前锋。